# Alf Ainsworth
Alphonso „Alf“ Ainsworth (* 31. Juli 1913 in Manchester; † 25. April 1975 in Rochdale) war ein englischer Profifußballer auf der Position des Halbstürmers. 

## Karriere
Ainsworth begann seine Karriere bei Ashton United in der Cheshire County League. Im Oktober 1933 wechselte er als Amateur zum englischen Zweitligisten Manchester United. Dort unterschrieb Ainsworth am 13. Februar 1934 seinen ersten Profivertrag und gab sein Ligadebüt am 3. März 1934 bei einem 2:1-Heimsieg über den FC Bury vor über 11.000 Zuschauern. Er kam während seiner Zeit bei Manchester nur noch zu einem weiteren Ligaeinsatz und verließ den Klub im September 1935, um zum AFC New Brighton zu wechseln. Mit dem Liverpooler Vorstadtklub zog er in der Saison 1937/38 in das Viertelfinale des FA Cups ein, scheiterte aber dort an Tottenham Hotspur. Für den in der Football League Third Division North antretenden Klub erzielte Ainsworth bis zum Ausbruch des Zweiten Weltkriegs 39 Treffer in 150 Ligapartien und galt als einer der spielstärksten Halbstürmer der unterklassigen Profiligen. 
Während des Zweiten Weltkriegs spielte Ainsworth bei Accrington Stanley (Saison 1939/40; 4 Spiele/1 Tor), AFC Rochdale (1940–42; 5/1), FC Southport (1942/43; 1/0), Oldham Athletic (1942–44; 27/2) und FC Bury (1943/44; 3/2) in den regionalen Wartime Leagues. 1946 kehrte Ainsworth nochmals für eine Saison zu New Brighton zurück, ehe er ins Amateurlager zu Congleton Town wechselte, wo er seine Karriere ausklingen ließ.